# 欣岑堡
欣岑堡是德国莱茵兰-普法尔茨州的一个市镇。总面积2.87平方公里，总人口132人，其中男性70人，女性62人（2011年12月31日），人口密度46人/平方公里。